# Монастырь францисканцев (Полоцк)
Монастырь францисканцев — частично сохранившийся комплекс исторических зданий XVIII века в Полоцке, памятник архитектуры (номер 212Г000616). Сохранившийся корпус расположен по адресу: Нижне-Покровская улица, дом 20.

## История
Первоначальные деревянные здания францисканского монастыря построены в 1628 году. Новые каменные здания, включавшие костёл святого Антония и жилой корпус, были построены в XVIII веке. Монастырь упразднён в XIX веке. Костёл превращён в православную Ново-Покровскую церковь, снесён в 1860-е годы. Жилой корпус переоборудован под административное здание, сохранился. В 1917 году в здании размещался Полоцкий комитет РСДРП, в память о чём в 1978 году установлена мемориальная доска. По состоянию на конец XX века частично использовался под жильё, частично занят административными учреждениями. В настоящее время в здании работает Полоцкий государственный химико-технологический колледж.

## Архитектура
Сохранившийся корпус — двухэтажное кирпичное здание, первоначально оформлено в стиле барокко. Оно имеет прямоугольную форму в плане, имеет боковой ризалит на дворовом фасаде. Главный фасад выходит на красную линию улицы. Этажи на фасаде разделяет карнизный поясок. Оконные проёмы прямоугольные, украшены наличниками, на втором этаже — также декоративными нишами.